# Kula Norinska
Kula Norinska (Italiaans: Torre di Norino) is een gemeente in de Kroatische provincie Dubrovnik-Neretva.

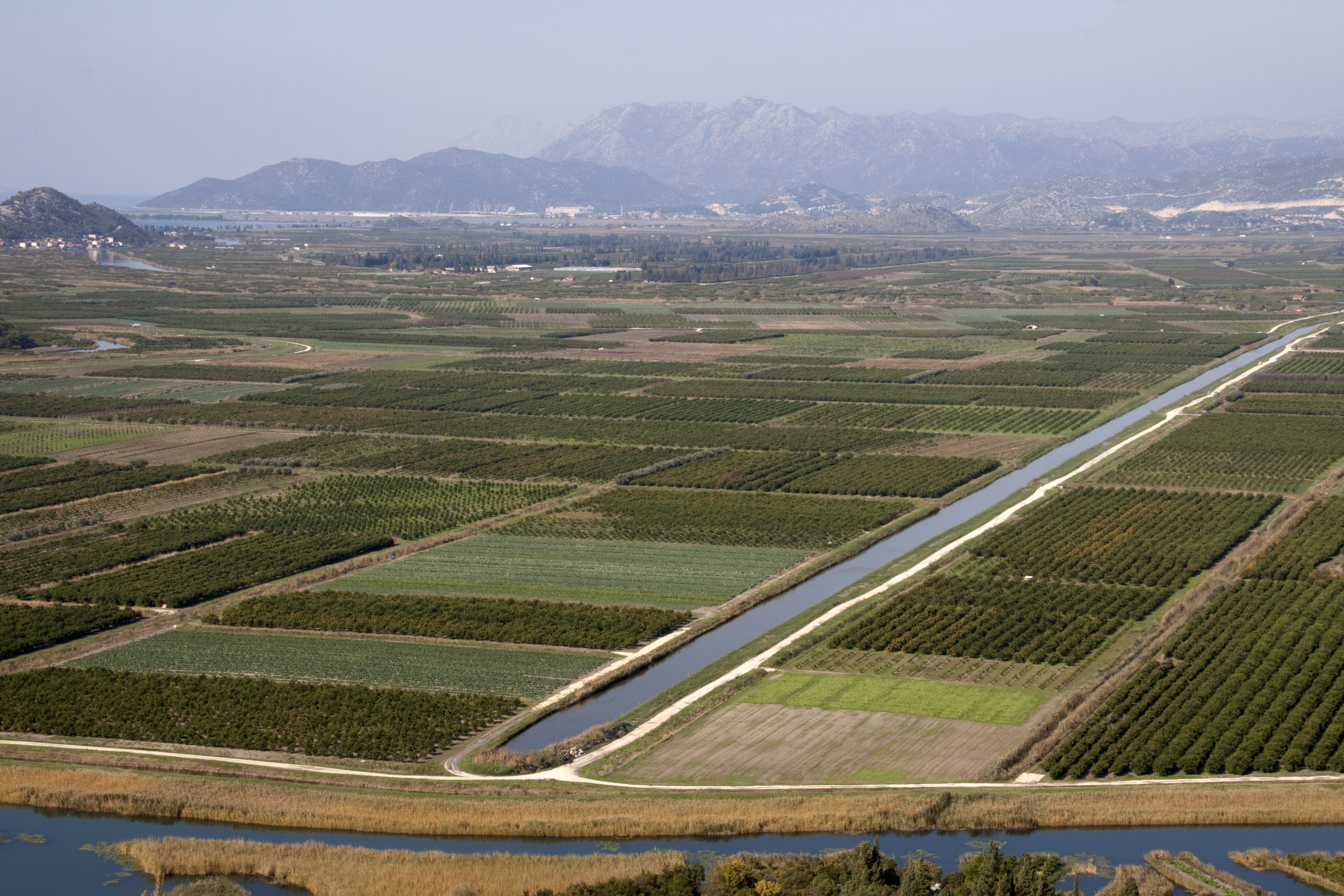
Beroemde velden en irrigatiekanalen in de rivier Neretva-vallei.

Kula Norinska telt 1926 inwoners.

## Nederzettingen
- Borovci - 33
- Desne - 130
- Krvavac - 613
- Krvavac II - 236
- Kula Norinska - 302
- Matijevići - 100
- Momići - 215
- Nova Sela - 55
- Podrujnica - 142